# El infiel
El infiel fue una telenovela argentina que comenzó a emitirse el 25 de marzo de 1985 por Canal 9 Libertad. Protagonizada por Arnaldo André, María Valenzuela y Luisa Kuliok. Coprotagonizada por Guillermo Francella, Enrique Liporace, Mónica Vehil, Boris Rubaja y Deborah Warren. También, contó con las actuaciones especiales de Beatriz Bonnet, Enrique Fava y los primeros actores Ignacio Quirós y Ana María Campoy. Las participaciones de Maurice Jouvet y Chela Ruiz como actores invitados. Y la presentación de Ginette Reynal.

## Guion
La telenovela fue dirigida por Juan David Elicetche producida por Raúl Lecouna,  escrita por Daniel Delbene (Culpable de este amor, Franco Buenaventura, el profe, Yago, pasión morena, Salvajes, Ricos y famosos, Por siempre mujercitas, Déjate querer, Soy Gina, Chiquilina mía, Grecia, El lobo, La viuda blanca, Duro como la roca, frágil como el cristal, Amo y señor, Crucero de placer).

## Cortina musical
- Juan Marcelo interpreta "Mi libertad no" apertura de "El infiel" en Youtube

## Elenco
- Arnaldo André  ...  Mariano Romero
- María Valenzuela  ...  Lucía Rossi
- Luisa Kuliok  ...  Dra. Ana
- Ana María Campoy  ...  Patricia
- Beatriz Bonnet  ...  Amalia
- Ignacio Quirós  ...  Roberto
- Daniel Miglioranza  ...  Hipólito
- Chela Ruiz ...  Mercedes
- Maurice Jouvet  ...  Francisco
- Enrique Liporace  ...  Federico
- Enrique Fava ... Alberto
- Ginette Reynal  ...  Juanita
- Guillermo Francella  ...  Felipe
- Mónica Vehil  ...  Paula
- Boris Rubaja  ...  Ignacio
- Déborah Warren  ...  Fátima
- Daniel Lago ... Alejandro
- Liliana Simoni ... Graciela
- Regina Lamm
- Bibiana Masi
- César Bordón